# استنباء بالعصا

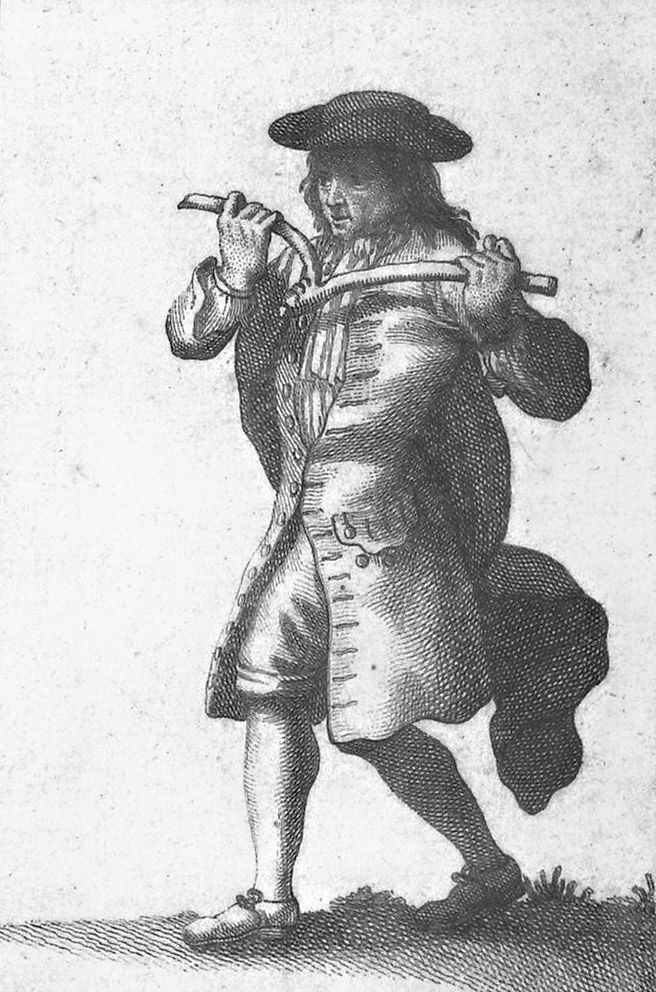
مستنبئ بالعصا من كتاب فرنسي من القرن الثامن عشر عن الخرافات

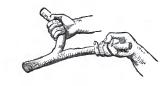

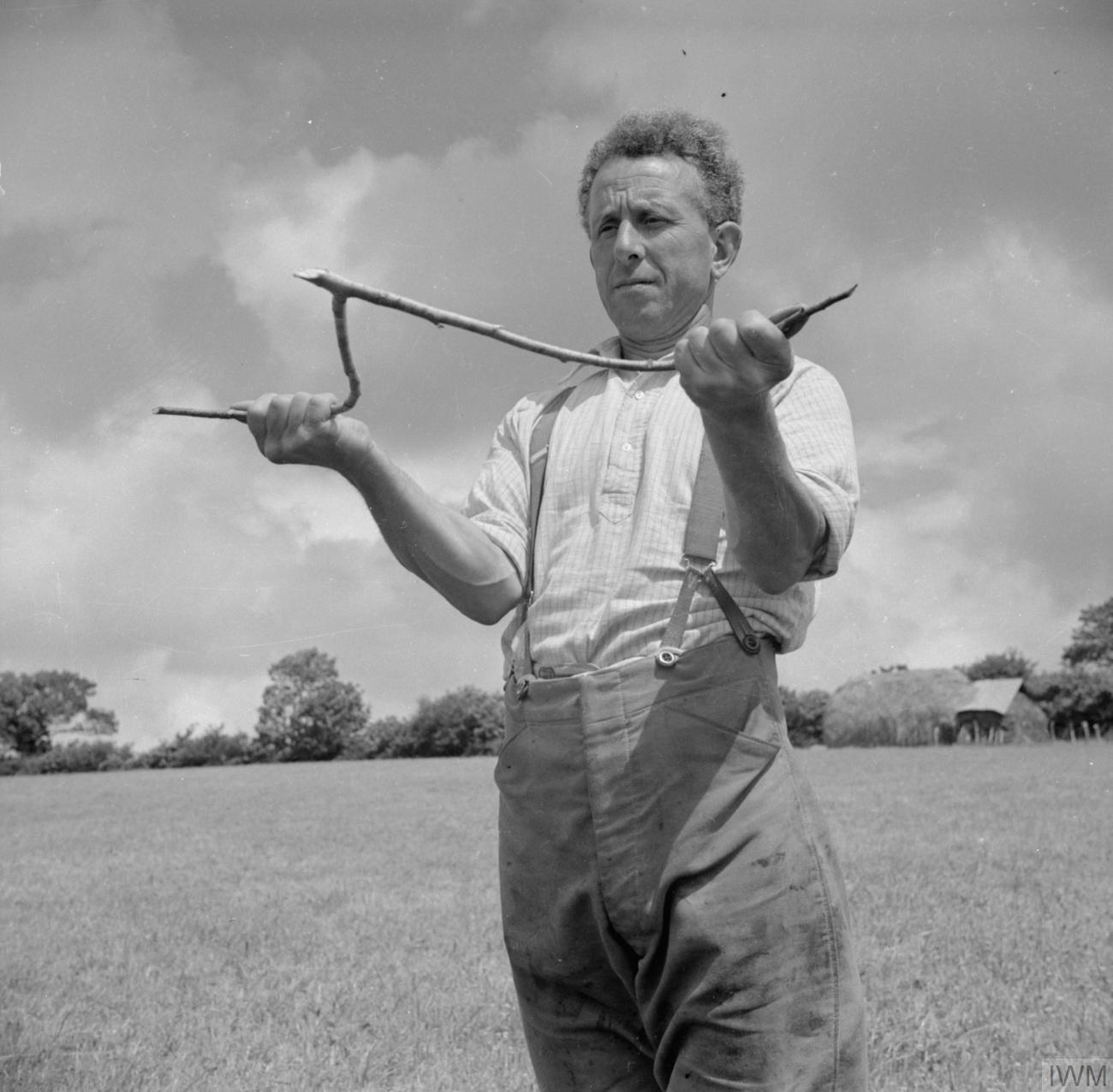
يستخدم جورج كيسيلي غصينًا عسليًا للبحث عن المياه في الأرض المحيطة بمزرعة ديفون عام 1942

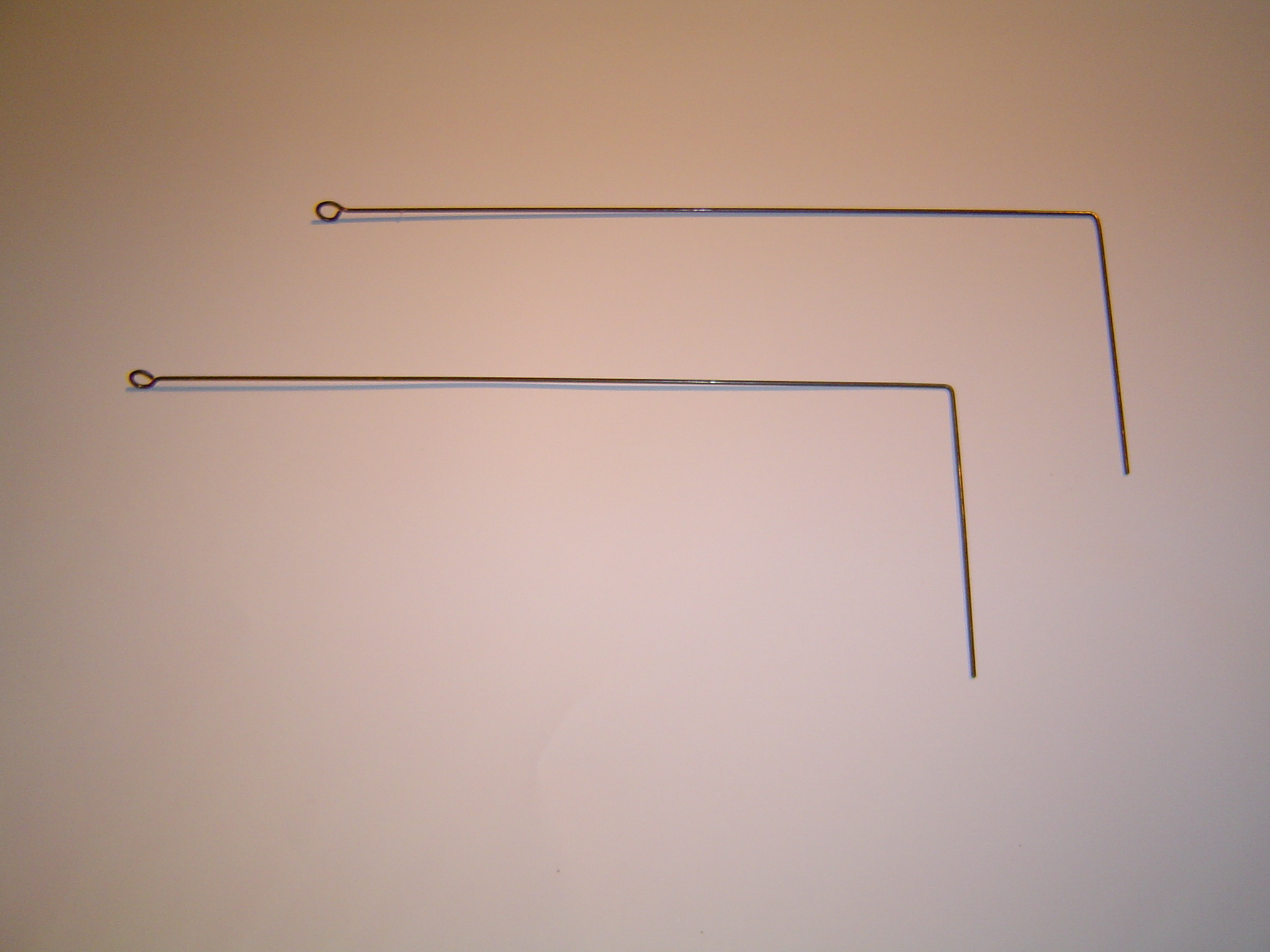
قضبان أسلاك معدنية على شكل حرف L.

الاستنباء بالعصا هو نوع من الكهانة يستخدم في محاولات تحديد مواقع المياه الجوفية والمعادن أو الخامات المدفونة والأحجار الكريمة والنفط والإشعاعات المزعومة (التنقيب عن الماء)  ومواقع القبور والاهتزازات الأرضية الخبيثة والعديد من الأشياء الأخريات والمواد بلا استخدام جهاز علمي.

غُصين أو قضيب على شكل حرف Y أو قطعتان على شكل حرف L - تسمى كل على حدة عصا الاستنباء. بعض المستنبئين يستخدم معدات أُخَر وبعضهم لا يستخدم شيئًا. تُعزى حركة أجهزة الكشف هذه عمومًا إلى الظاهرة الحركية وهي استجابة نفسية حيث يقوم الشخص بالحركات دون وعي. تستجيب عصا المستنبئ ببساطة لحركات المستخدم العَرَضية أو غير الطوعية. تشير الأدلة العلمية إلى أن الاستنباء ليس أكثر فعالية من الصدفة العشوائية. لذلك تُعد علمًا زائفًا.

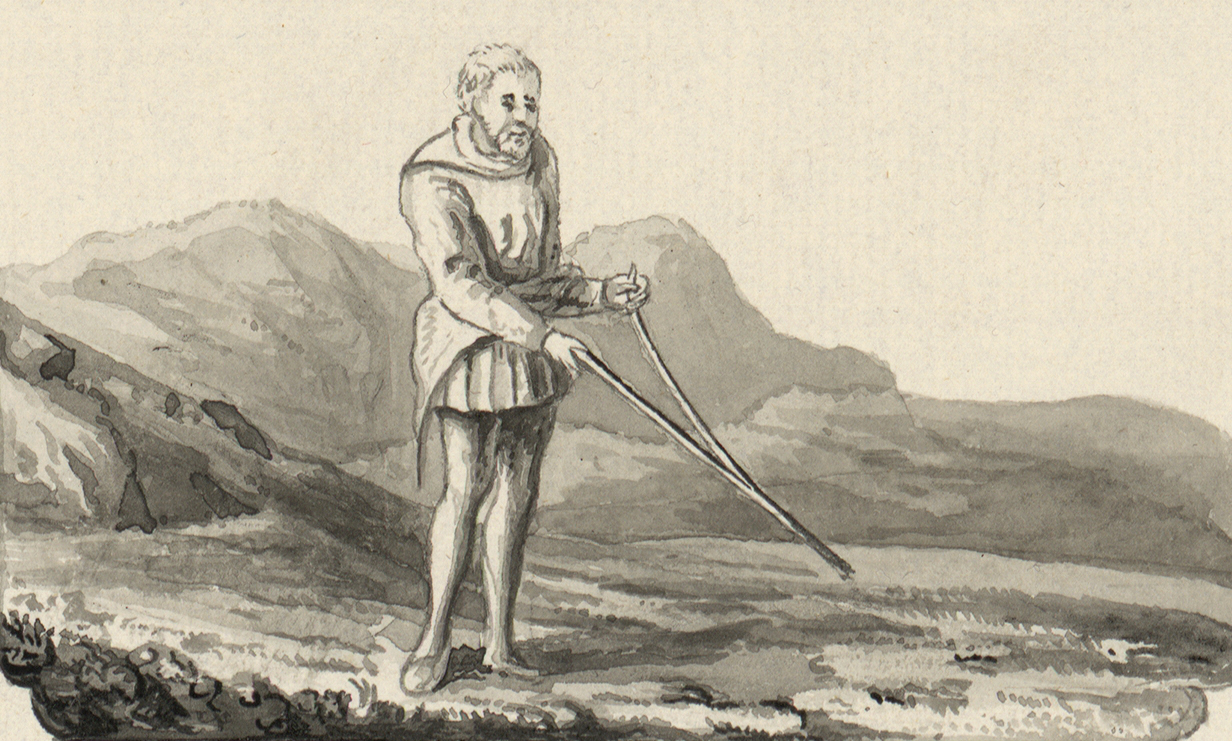
لوحظ استخدام عصا الاستبناء في بريطانيا في أواخر القرن الثامن عشر